# Qaḑā' Şabḩā
Qaḑā' Şabḩā (arabiska: قضاء صبحا) är en kommun i Jordanien.   Den ligger i guvernementet Mafraq, i den norra delen av landet, 70 km nordost om huvudstaden Amman.